# 价格管制
價格控制或物價管控是政府對市場上商品和服務的收費價格制定和實施的限制。 實施此類控制背後的意圖可能源於希望即使在短缺期間也能保持商品的可負擔性，並減緩通貨膨脹，或者，確保某些商品供應商的最低收入或試圖獲得維生工資。 價格控制有兩種主要形式：價格上限，可以收取的最高價格；以及價格下限，可以收取的最低價格。 價格上限的一個眾所周知的例子是租金管控（英語：Rent regulation），它限制了房東在政府准許下之收取租金增長。廣泛使用的價格下限是最低工資（工資是勞動力的價格）。 從歷史上看，價格控制通常作為更大的工資政策包裹的一部分實施，同時還採用工資控制和其他監管要素。
在經濟學和經濟政策中，價格控制是一種國家對市場經濟的干預，旨在在市場失靈時監控市場價格。
儘管政府經常使用價格控制，但許多西方經濟學家認為價格控制並沒有達到目的，並反而建議應該避免這種控制。 例如，在1990年代初接受調查的1,350名美國經濟學家中，其中近四分之三不同意“工資價格控制是控制通貨膨脹的一個有用的政策選擇”這一說法。

## 史实

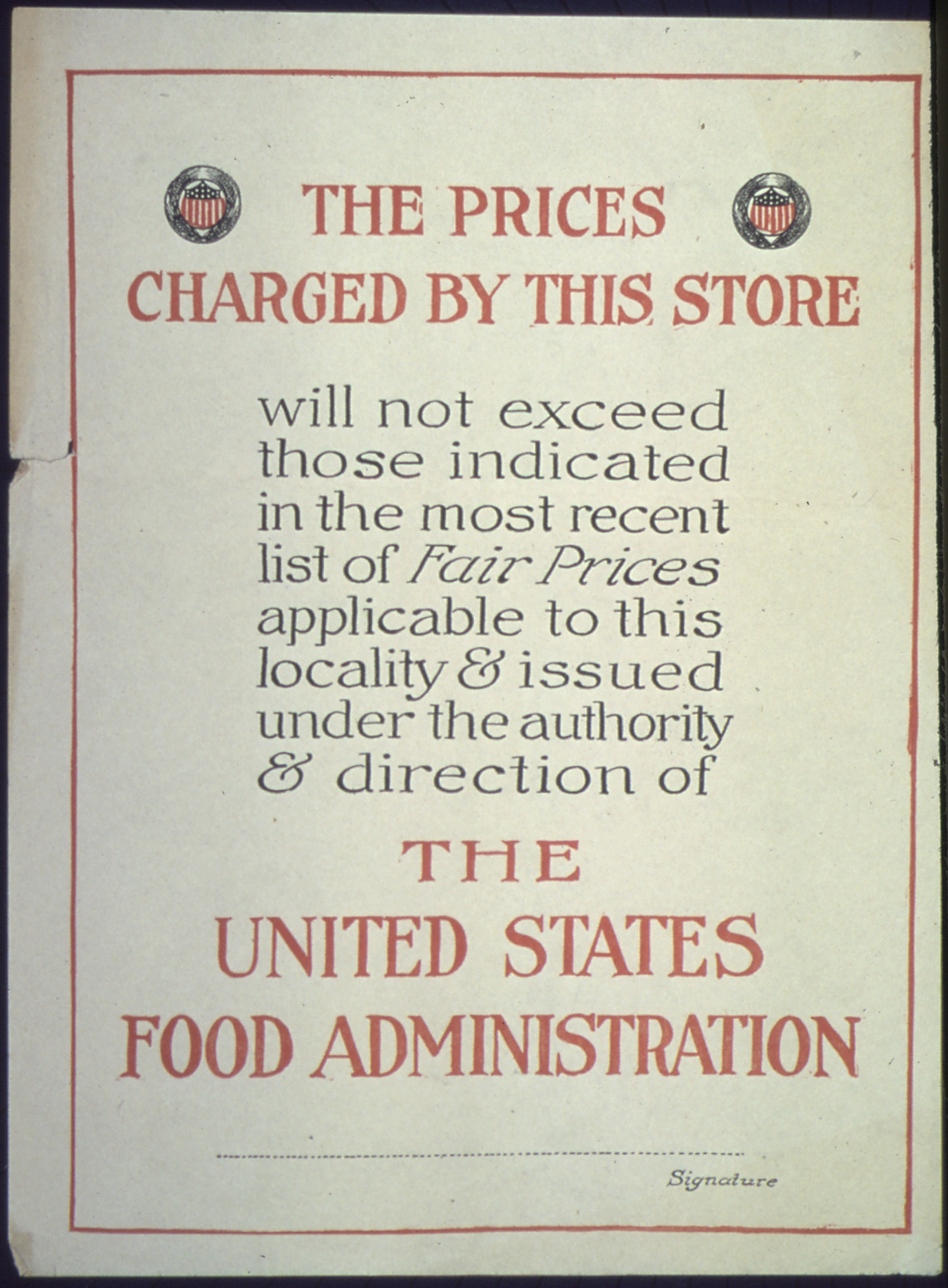
美國食品管理局在第一次世界大戰的海報。

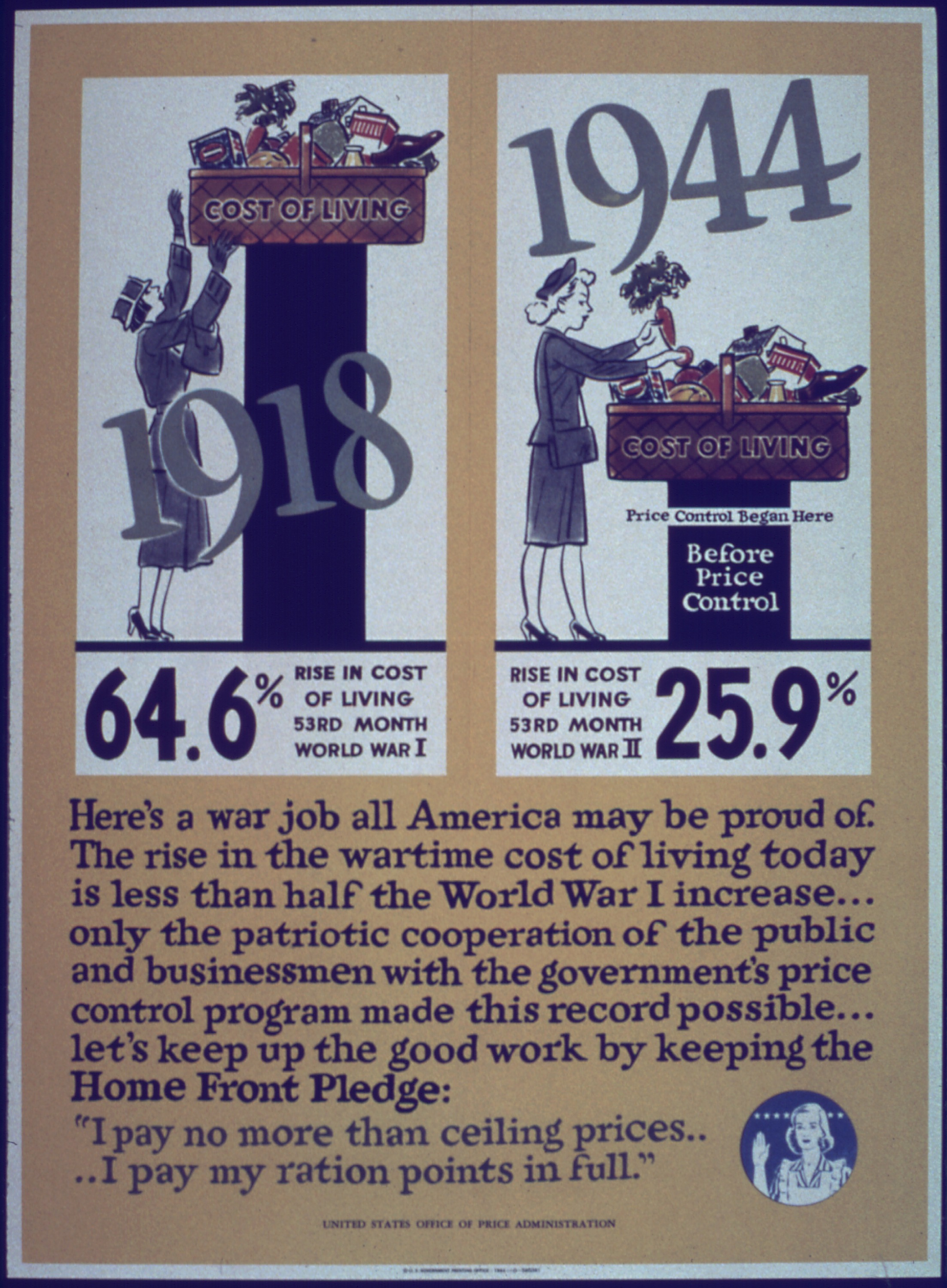
第二次世界大戰關於美國價格管制的海報。

一個早期此類措施的例子可在舊約聖經中找到，以色列人被指示不向其他以色列人收利息。
羅馬皇帝戴克里先嘗試在3世紀末向所有商品設立價格最高上限，但推行受阻。
近代價格管制的例子有租金管制和反高利貸法。
在第一次世界大戰時，美國食品管理局（與現今的美國食品药品监督管理局無關）曾推行了食品價格最高上限。 二戰中的美國與納粹德國也曾推行價格管制。
一些美國州政府有時也會選擇推行自己的地方管制政策。如加利福尼亞就在州內限制了電價，使得美國經濟學家湯瑪斯．索威爾（Thomas Sowell） 抨擊其政策是加州偶有電力供應短缺的罪魁禍首。索威爾在2001年對加州的地方管制政策發表了意見：「電力公司被限制了可向消費者徵收的電費，而無法抵銷其購買電力的費用，使之收支失衡，出現入不敷出的狀況。金融市場因而降低了其債權評級。」加州的物價監督管理局雖允許上調電價，但仍不足以抵銷電力公司在電力批發市場上所須付出的價格。經濟學家勞倫斯．馬克維奇（Lawrence Makovich） 稱：「我們已經在加利福尼亞看到了維持價格上限的弊端，價格管制間接推高了物品需求，加劇供應短缺問題，同時也迫使全美最大的公用事業公司太平洋煤電公司在短短的四個月宣告破產。」雖然有人說加州電力供應商往年收費高於市場價， 《旧金山纪事报》在2002年報導稱加州大停電前，多家能源供應商因可在美國西部其他州賺取更高利潤而撤離加州能源市場。美國聯邦能源委員會為了避免加州進入輪流停電狀態而行使聯邦政府權力廢除了加州政府的電價限制令，但六個月後為穩定失控電價而為每百萬瓦設定價格上限。
夏威夷州政府曾在2005年為反制哄抬物價，一度制定了汽油批發價的上限。但因其力度不足，毫無成效，法令很快地被撤銷。

## 批评
對價格管制的反對聲的主要原因是，價格在被人為抑制後，需求將增加，而供應將追趕不上需求，造成物品供應短缺問題。正如拉克坦提烏斯評戴克里先：「通過各種稅收，他使所有東西變得出奇昂貴；通過法律他企圖抑制價格。於是（商人的）鮮血為雞毛蒜皮而流；人們不敢進行任何買賣，一切變得更稀缺嚴峻。直至最後，殘害眾生，其（價格限制）法不通，只得廢除。」 正如羅馬帝皇戴克里先的限制最高價格法，物品短缺創造黑市，而黑市價總是高出自由市場價。再者，一旦管制廢除，價格立即上漲，可能短暫地出現經濟震蕩。
價格管制造成供應短缺的典型例子可參見1973年10月19日至1974年3月17日的阿拉伯石油禁運。當時，由美國生活費委員會制定的低廉汽油價無法反映汽油短缺的真實情況，全美國的加油站都出現大排長龍的汽車與卡車；有些加油站甚至因無汽油可賣而關閉。汽油限價低於市場應該承擔的價格，於是乎存貨消失。無論價格是自願或非自願地被定在市場結清價格之下，結果無異地都會造成短缺。價格管制無法達到其目的，即降低消費者須付價格，卻會降低供應量。一旦汽油價格管制廢除，供應不再短缺，車龙也從加油站消失。
诺贝尔经济学奖得主米爾頓·傅利曼曾說：「我們經濟學家所知不多，但我們絕對知道如何製造供應短缺。比方說，若你要番茄斷貨，就頒布一道法令禁止分銷商每磅番茄售賣超過兩分錢。你立刻能使番茄斷貨。同樣道理適用於石油和煤氣。」
美國總統理查·尼克森的《新經濟政策》其中一項是廢除1971年的價格管制法令。法令廢除後，物價急速上漲。五個月後，政府再次實施價格凍結。